# Georges Roul
Georges Roul (né le 11 décembre 1968 en France) est un joueur professionnel français de hockey sur glace.

## Carrière de joueur
Il commence sa carrière en 1986 à Briançon, son club formateur. Lors de la saison 1987-1988, il remporte le trophée Jean-Pierre-Graff du meilleur espoir de Ligue Magnus. Il a joué l'ensemble de sa carrière à Briançon et a connu la faillite du club en 1992. À partir de 1993-1994, il a joué avec l'équipe briançonnaise en division 3, division 2, et enfin division 1 à partir de 1995. Il met un terme à sa carrière à la fin de la saison 1997-1998.

## Clubs successifs
- 1986-1992: Briançon (Ligue Magnus)
- 1993-1994: Briançon (Division 3)
- 1994-1995: Briançon (Division 2)
- 1995-1998: Briançon (Division 1)

## Carrière internationale
Il a représenté l'équipe de France au championnat du monde junior groupe B en 1987.

### Statistiques
| Année | Équipe                  | Compétition |   | PJ | B | A | Pts | Pun |
| 1987  | Équipe de France Junior | CM Jr. B    | 5 | 3  | 0 | 3 | 4   |     |